# 雷稽古
雷稽古（1529年—？），字汝徵，號信菴，山東東昌府高唐州恩縣人，軍籍，明朝政治人物。

## 生平
嘉靖三十七年（1558年）中式山東鄉試第二十名舉人。嘉靖三十八年（1559年）联捷己未科會試第六十二名，三甲第十六名進士。历任平阳府推官，四十一年十一月擢浙江道試监察御史，四十三年巡按陕西，隆慶三年（1569年）巡按湖广。
萬曆元年（1573年）七月復除河南道御史，八月升南京大理寺右寺丞，累官应天府丞，三年十月养病回籍。

## 家族
曾祖雷經，醫學訓科；祖父雷應節；父雷電，母張氏。具庆下。弟玩古、述古、師古、崇古、復古。